# Lorrie Moore

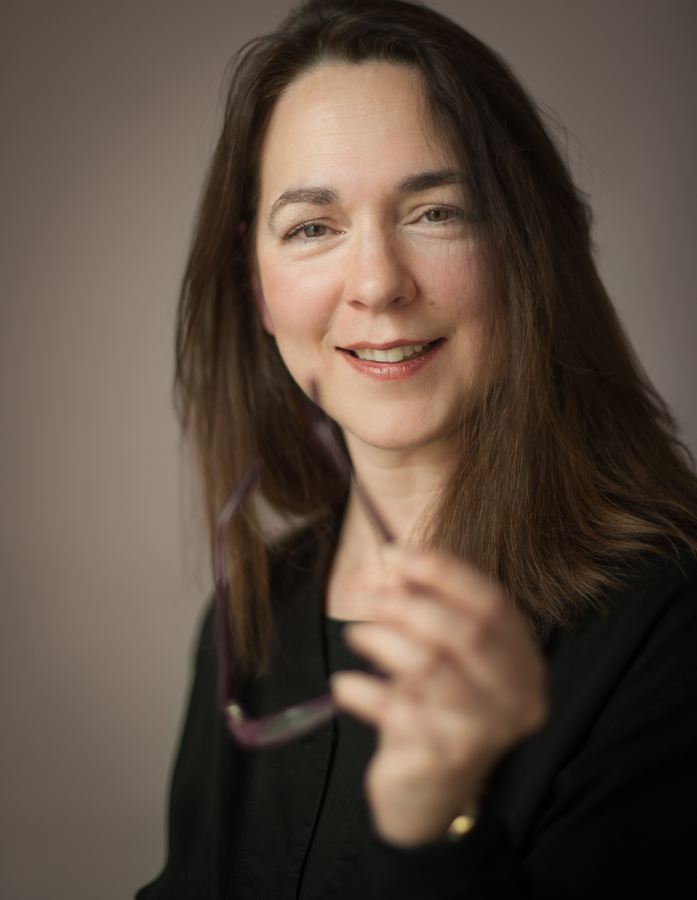
Lorrie Moore (2014)

Lorrie Moore (* 13. Januar 1957 in Glens Falls, New York als Marie Lorena Moore) ist eine US-amerikanische Schriftstellerin. Sie war Professorin für Anglistik an der University of Wisconsin–Madison. Bekanntheit erlangte Moore vor allem durch ihre Kurzgeschichten, für die sie unter anderem den O.-Henry-Preis und den Rea Award for the Short Story erhielt. Ihr Kurzgeschichtenband Birds of America erreichte darüber hinaus eine Platzierung in der Bestsellerliste der New York Times.

## Leben
Marie Lorena Moore wurde 1957 in Glens Falls als zweites von vier Kindern geboren und bereits von ihren Eltern „Lorrie“ genannt. Mit Hilfe eines Hochbegabten-Stipendiums begann sie an der St. Lawrence University ein Studium der Anglistik, das sie bereits 1978 summa cum laude abschloss. Während ihrer Studienzeit gewann Moore mit ihrer Kurzgeschichte Raspberries einen Schreibwettbewerb der Zeitschrift Seventeen. Nach ihrem Abschluss arbeitete sie zunächst zwei Jahre lang als Anwaltsgehilfin, schrieb sich dann jedoch an der Cornell University ein und erwarb dort unter der Betreuung von Alison Lurie einen Master of Fine Arts. Während ihres Master-Studiums konnte Moore einzelne Kurzgeschichten an Zeitschriften verkaufen. Mit der Sammlung Self Help, die sich hauptsächlich aus Kurzgeschichten ihrer Master-Arbeit zusammensetzte, fand sie schließlich in Alfred A. Knopf, Inc. einen angesehenen Verlag.
Seit 1984 lehrte Moore an der University of Wisconsin Anglistik. Im Laufe ihrer Karriere erhielt sie unter anderem Stipendien der Rockefeller-Stiftung (1989) und des National Endowment for the Arts (1989), ein Guggenheim-Stipendium (1991), den O.-Henry-Preis (1998, für People like that are the only people around here) und den Rea Award for the Short Story (2004, für ihren prägenden Einfluss auf das Genre der Kurzgeschichte). Ihre Kurzgeschichte You're Ugly, Too wurde von John Updike in die Sammlung The Best American Short Stories of the Century aufgenommen.
Seit 2001 ist Moore Mitglied der American Academy of Arts and Sciences und seit 2006 der American Academy of Arts and Letters.

## Werke
Kurzgeschichtenbände
- Self-Help, 1985
  - dt.: Leben ist Glückssache, 1991
- Like Life, 1990
  - dt.: Pepsi-Hotel. Aus dem Amerikanischen von Martin Hielscher und Brigitte Jakobeit. Rowohlt, Reinbek bei Hamburg 1992, ISBN                       978-3-4980-4339-1
- Birds of America, 1998
  - dt.: Was man von einigen Leuten nicht behaupten kann. Aus dem Amerikanischen von Frank Heibert. Berlin Verlag, Berlin 2000, ISBN 978-3-8270-0338-6
- The Collected Stories, 2008 (Kurzgeschichten aus den bisherigen Bänden und aus Anagrams sowie vier neue Geschichten)
- Bark. Stories. Alfred A. Knopf, New York 2014
  - dt.: Danke, dass ich kommen durfte. Aus dem Amerikanischen von Frank Heibert. Berlin Verlag, Berlin 2015, ISBN 978-3-8270-1197-8

Romane
- Anagrams, 1986
  - dt.: Die Verrückungen der Benna Carpenter, Rowohlt, Reinbek bei Hamburg 1988, ISBN 978-3-4991-2172-2
- Who Will Run the Frog Hospital?, 1994
  - dt.: Die Froschkönigin. Aus dem Amerikanischen von Patricia Klobusiczky. Rowohlt, Reinbek bei Hamburg 1996, ISBN 978-3-4980-4370-4
- A Gate at the Stairs, 2009
  - dt.: Ein Tor zur Welt. Aus dem Amerikanischen von Frank Heibert. Berlin Verlag, Berlin 2011, ISBN 978-3-8270-0932-6
- I Am Homeless If This Is Not My Home. A novel. Alfred A. Knopf, New York 2023

Kinderbücher
- The Forgotten Helper, 1987
  - dt.: Der vergessene Wichtel, 2004

Essays
- See What Can Be Done. Essays, Criticisms, and Commentary. Faber, 2018